# Alexander Beliavsky
Alexander Beliavsky (ukrainisch Олександр Генріхович Бєлявський Oleksandr Henrichowytsch Bjeljawskyj wiss. Transliteration Oleksandr Henrichovyč Bjeljavsʹkyj; * 17. Dezember 1953 in Lwiw) ist ein ukrainisch-slowenischer Schachmeister. Er war in den 1980er Jahren einer der besten Spieler der Welt.

## Werdegang

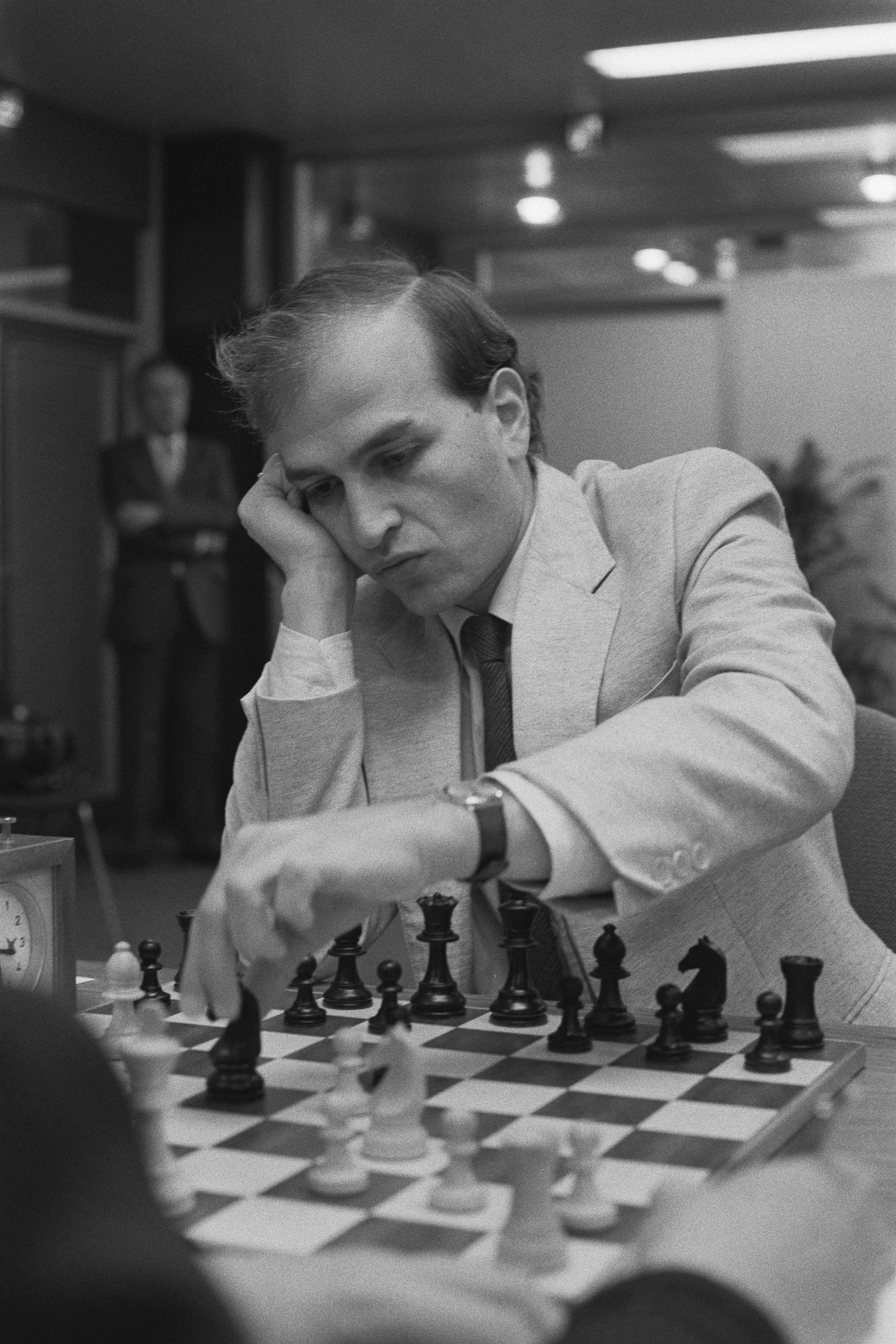
Beliavsky in Tilburg 1986

Im Jahre 1973 wurde Beliavsky in Stockton-on-Tees Juniorenweltmeister U20. 1975 verlieh ihm die FIDE den Großmeistertitel. Er gewann vier Mal die UdSSR-Meisterschaft, die als die stärkste Landesmeisterschaft der Welt galt. In Wilna 1980 waren Beliavsky und Lew Psachis punktgleich auf dem ersten Platz. 1981 (vor Tigran Petrosjan) und 1986 gewann er das sehr starke Turnier in Tilburg. Einen seiner größten Erfolge feierte er 1993 in Belgrad, als er das sehr stark besetzte Turnier vor dem späteren Weltmeister Wladimir Kramnik gewinnen konnte.
Im Jahre 1983 schied Beliavsky im Viertelfinale der Kandidatenkämpfe gegen den späteren Weltmeister Garri Kasparow mit 3:6 aus. Bei der FIDE-Weltmeisterschaft in Tripolis 2004 gelangte Beliavsky bis ins Achtelfinale, wo er Alexander Grischtschuk unterlag. Nach dem Zerfall der Sowjetunion nahm Beliavsky, der 1992 noch für die Ukraine bei der Schacholympiade gespielt hatte, 1996 seinen neuen Wohnsitz in Slowenien und vertritt seitdem sein neues Heimatland international.
Beliavsky arbeitet auch als Schachtrainer. Im Jahre 1993 war er einer der Sekundanten von Garri Kasparow bei dessen Wettkampf gegen Nigel Short, 2005 betreute er Alexander Morosewitsch bei der FIDE-Weltmeisterschaft. Er trainierte auch den deutschen Großmeister Arkadij Naiditsch. 2004 erhielt er den Titel FIDE Senior Trainer. Er schrieb mehrere Schachbücher, dabei arbeitet er meist mit Adrian Mihalčišin zusammen.
Beliavsky qualifizierte sich zweimal für den Schach-Weltpokal, scheiterte aber sowohl 2005 als auch 2013 jeweils in der ersten Runde.
Im Januar 2015 liegt er hinter Luka Lenič auf dem zweiten Platz der slowenischen Elo-Rangliste.

## Mannschaftsschach

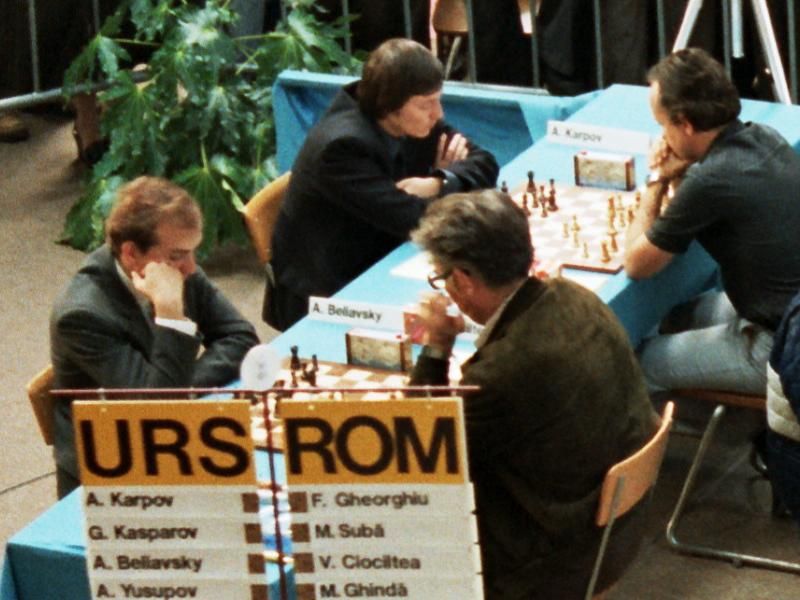
Beliavsky (links), Schacholympiade 1982

### Nationalmannschaft
Beliavsky nahm von 1982 bis 2014 an 15 Schacholympiaden teil. Zunächst spielte er für die sowjetische Mannschaft, mit der er 1982, 1984, 1988 und 1990 Olympiasieger wurde, 1992 trat er für die Ukraine an, seit 1996 hat er für Slowenien an allen Schacholympiaden teilgenommen. 1982 erreichte Beliavsky außerdem das drittbeste Ergebnis am vierten Brett, 1984 sowohl das drittbeste Ergebnis am ersten Brett als auch die zweitbeste Elo-Leistung aller Teilnehmer. Mit der sowjetischen Mannschaft gewann Beliavsky außerdem die Mannschaftsweltmeisterschaften 1985 und 1989, wobei er bei beiden Wettbewerben an seinem Brett das beste Einzelergebnis erreichte (1985 am fünften Brett zusammen mit Hans-Joachim Hecht, 1989 am zweiten Brett). Beliavsky wurde 1984 beim Wettkampf UdSSR gegen den Rest der Welt am sechsten Brett der sowjetischen Mannschaft aufgestellt und erreichte mit 3,5 Punkten aus 4 Partien (zwei Siege gegen Yasser Seirawan, ein Sieg und ein Remis gegen Bent Larsen) das beste Ergebnis aller Teilnehmer. Beliavsky nahm von 1983 bis 2011 an allen elf Mannschaftseuropameisterschaften teil, 2015 nahm er erneut teil. Er gewann den Wettbewerb 1983 und 1989 mit der Sowjetunion und belegte 1992 mit der Ukraine den zweiten Platz.

### Vereine
Alexander Beliavsky spielte in der deutschen Schachbundesliga von 1999 bis 2003 für König Plauen und von 2003 bis 2005 für die SG Porz, mit der er 2004 deutscher Mannschaftsmeister wurde. In der österreichischen Bundesliga beziehungsweise Staatsliga war Beliavsky von 1996 bis 2002 beim SK Merkur Graz gemeldet, von 2005 bis 2009 bei Holz Dohr und von 2009 bis 2012 beim SK Advisory Invest Baden. Er wurde 1997, 1999, 2001, 2002 und 2012 österreichischer Mannschaftsmeister. Beliavsky gewann die niederländische Meesterklasse in der Saison 2004/05 mit ZZICT/De Variant Breda. In Ungarn spielte Beliavsky bis 2004 bei Miskolci SSC und von 2008 bis 2011 für Aquaprofit NTSK, in der Saison 2016/17 spielt er für Lila Futó-Hóbagoly SE. Er wurde 2000, 2001, 2009, 2010 und 2011 ungarischer Mannschaftsmeister. Die ukrainische Mannschaftsmeisterschaft gewann Alexander Beliavsky 2008 und 2009 mit PVK Kiew, in der spanischen Mannschaftsmeisterschaft spielte er 2005 für CA La Caja Las Palmas.

## Partiebeispiel
|   | a | b | c | d | e | f | g | h |   |
| 8 |   |   |   |   |   |   |   |   | 8 |
| 7 |   |   |   |   |   |   |   |   | 7 |
| 6 |   |   |   |   |   |   |   |   | 6 |
| 5 |   |   |   |   |   |   |   |   | 5 |
| 4 |   |   |   |   |   |   |   |   | 4 |
| 3 |   |   |   |   |   |   |   |   | 3 |
| 2 |   |   |   |   |   |   |   |   | 2 |
| 1 |   |   |   |   |   |   |   |   | 1 |
|   | a | b | c | d | e | f | g | h |   |

Die folgende Partie gewann Beliavsky mit den weißen Steinen beim Weltklasseturnier in Linares 1992 gegen Boris Gelfand.
Beliavsky–Gelfand 1:0
Linares, 3. März 1992
Slawische Verteidigung, D10
1. d4 d5 2. c4 c6 3. Sc3 e5 4. dxe5 d4 5. Se4 Da5+ 6. Sd2 Sh6 7. Sf3 Sf5 8. g3 Se3 9. fxe3 dxe3 10. a3 Lf5 11. Lg2 Lc5 12. b4 Lxb4 13. axb4 Dxa1 14. 0–0 exd2 15. Dxd2 0–0 16. Lb2 Da6 17. Sg5 Lg6 18. e6 f6 19. e7 Te8 20. Lh3 Db6+ 21. c5 Dc7 22. Le6+ Kh8 23. Txf6 Sd7 24. Txg6 1:0

## Trivia
Alexander Beliavsky ist einer von drei Spielern, die in ihrer Karriere klassische Turnierpartien gegen neun Weltmeister gewonnen haben. Die beiden anderen sind Paul Keres und Viktor Kortschnoi.